# Ladí neladí
Ladí neladí byl český hudebně-diskusní pořad, který vysílala Česká televize v letech 2002–2011. Natáčel se v ostravském klubu Fabric, od roku 2010 převážně v rovněž ostravském klubu Garage. 
Každý díl tvořily sestřihy z koncertů jedné české a jedné slovenské hudební skupiny či sólového umělce. Ukázky z koncertů byly prokládány diskusemi s hudebními publicisty, členy přítomných skupin a laickým publikem. V některých dílech se debaty účastnili i další profesionálové (pracovníci hudebních vydavatelství, manažeři hudebních skupin, ale i např. etnomuzikoložka). Diskusi moderovala dvojice tvořená Petrem Fialou a Michalem Kaščákem.
V roce 2011 byl formát pořadu zredukován na jediný koncert doplněný diskusí. Poslední díl odvysílala Česká televize 12. listopadu 2011. Díl byl označený jako speciál a vystoupily v něm skupiny obou moderátorů pořadu - Mňága a Žďorp a Bez ladu a skladu. Mezi diskutujícími byli v tomto speciálu i oba dramaturgové pořadu, Marek Dohnal a Marcel Nevín.
Výběr z dílů pořadu Ladí neladí vyšel v roce 2008 na DVD jako příloha květnového čísla hudebního časopisu Report.

## Kontroverze
V jednom z prvních dílů pořadu vystoupila v roce 2002 slovenská punková skupina Zóna A. V následné debatě ji přítomný hudební publicista Michal Nanoru zkritizoval, za což byl po odvysílání pořadu fyzicky napaden.
V roce 2008 se Rada pro rozhlasové a televizní vysílání zabývala diváckou stížností, kterou vyvolalo vystoupení slovenské skupiny Rozpor v jednom dílu pořadu. Stěžovateli vadila antifašistická symbolika spojená s vystoupením Rozporu (tričko zpěváka skupiny a vlajka Antify na pódiu). V květnu 2009 RRTV rozhodla, že nebylo zjištěno porušení zákona a správní řízení s Českou televizí zastavila.

## Seznam dílů

### 2002
| datum premiéry    | český zástupce                    | slovenský zástupce           | místo natáčení               | hosté                                                               |
| ----------------- | --------------------------------- | ---------------------------- | ---------------------------- | ------------------------------------------------------------------- |
| 28. ledna 2002    | Kryštof                           | Ska-pra šupina               | Fabric                       | Vladimír Kočandrle Petr Korál Aleš Materna J. J. Šimon Honza Vedral |
| 25. února 2002    | Abraxas                           | Vidiek                       | Fabric                       | Petr Korál Pavel Malovič Jan Pomuk Štěpánek                         |
| 25. března 2002   | Hypnotix                          | Hex                          | Fabric                       | Radek Bureš Jan Ernest Martin Sarvaš David Urban Honza Vedral       |
| 22. dubna 2002    | Priessnitz                        | Zóna A                       | Fabric                       | Pavel Kučera Michal Nanoru J. J. Šimon                              |
| 20. května 2002   | Lenka Dusilová & Secret Service   | Peha                         | Fabric                       | Jiří Černý Vojtěch Lindaur Michal Nanoru Alex Švamberk              |
| 17. června 2002   | Vltava                            | Chiki-liki-tu-a              | Fabric                       | Daniel Baláž, Jana Kománková Pavel Kučera Luděk Staněk              |
| 12. srpna 2002    | sestřih starších dílů pořadu      | sestřih starších dílů pořadu | sestřih starších dílů pořadu | sestřih starších dílů pořadu                                        |
| 9. září 2002      | Znouzectnost                      | Iné Kafe                     | Fabric                       | Petr Korál Pavel Kučera Petr Pokorný                                |
| 7. října 2002     | Skyline                           | Seven Days To Winter         | Fabric                       | Peter Graus Michal Nanoru Honza Vedral                              |
| 4. listopadu 2002 | Roe-deer                          | Puding pani Elvisovej        | Fabric                       | Jarda Hudec Jan Pomuk Štěpánek                                      |
| 2. prosince 2002  | Hypnos                            | Dementor                     | Fabric                       | Radek Bubeníček Petr Hejtmánek Martin Skála Honza Vedral            |
| 30. prosince 2002 | Rock & Roll Band Marcela Woodmana | Captain Slice                | Fabric                       | František Kovač Radek Lacina Luděk Staněk                           |

### 2003
| datum premiéry  | český zástupce               | slovenský zástupce           | místo natáčení               | hosté                                                     |
| --------------- | ---------------------------- | ---------------------------- | ---------------------------- | --------------------------------------------------------- |
| 27. ledna 2003  | sestřih starších dílů pořadu | sestřih starších dílů pořadu | sestřih starších dílů pořadu | sestřih starších dílů pořadu                              |
| 24. února 2003  | Wohnout                      | Horkýže slíže                | Fabric                       | Radek Bureš Pavel Kučera, Aleš Materna                    |
| 24. března 2003 | Chaozz                       | Kontrafakt                   | Fabric                       | Affro Vlastimil Beránek Jakub Michalík Luděk Staněk       |
| 21. dubna 2003  | Fru Fru                      | Mango Molas                  | Fabric                       | Petr Dorůžka Petr Skaribiku Blanka Štrayblová             |
| 19. května 2003 | Buty                         | Vrtbovskí víťazi             | Fabric                       | František Kovač Radek Lacina Vojtěch Lindaur              |
| 16. června 2003 | Vypsaná fiXa                 | Para                         | Fabric                       | Vlastimil Beránek Petr Korál František Kovač Pavel Ovesný |
| 11. srpna 2003  | sestřih starších dílů pořadu | sestřih starších dílů pořadu | sestřih starších dílů pořadu | sestřih starších dílů pořadu                              |

### 2004
| datum premiéry     | český zástupce                | slovenský zástupce | místo natáčení | hosté                                                                  |
| ------------------ | ----------------------------- | ------------------ | -------------- | ---------------------------------------------------------------------- |
| 30. ledna 2004     | Gaia Mesiah                   | Answer             | Fabric         | František Kovač Pavel Kučera Michal Nanoru                             |
| 27. února 2004     | Šarközi                       | Misha              | Fabric         | Honza Dědek Petr Dorůžka Honza Vedral                                  |
| 26. března 2004    | Southpaw                      | Le Payaco          | Fabric         | Pierre Beneš Pavel Kučera Radek Lacina                                 |
| 23. dubna 2004     | Sunshine                      | Last Days Of Jesus | Fabric         | Vlastimil Beránek Radek Bureš Michal Jakubík Michal Nanoru Pavel Turek |
| 21. května 2004    | Psí vojáci                    | Dlhé diely         | Fabric         | Petr Dorůžka Roman Jireš Milan Páleš Tomáš S. Polívka                  |
| 7. září 2004       | The Chancers                  | Polemic            | Fabric         | Vlastimil Beránek DJ Kaya Pavel Kučera                                 |
| 5. října 2004      | Radium.nfo                    | Veneer             | Fabric         | Petr Skaribiku Martin Zoul                                             |
| 30. listopadu 2004 | 100°C                         | Noisecut           | Fabric         | Petr Čáp Markéta Křížková Pavel Kučera Martin Zoul                     |
| 28. prosince 2004  | Nahoru po schodišti dolů band | Karpatské chrbáty  | Fabric         | Vlastimil Beránek Marian Jaslovský Petr Korál                          |

### 2006
| datum premiéry     | český zástupce                             | slovenský zástupce                         | místo natáčení                             | hosté                                                                     |
| ------------------ | ------------------------------------------ | ------------------------------------------ | ------------------------------------------ | ------------------------------------------------------------------------- |
| 12. května 2006    | Laura a její tygři                         | Živé kvety                                 | Fabric                                     | Roman Jireš Pavel Kučera Vojtěch Lindaur                                  |
| 19. května 2006    | Bow Wave                                   | A.M.O.                                     | Fabric                                     | Abdul Rahman 52 Vlastimil Beránek Pavel Kučera                            |
| 26. května 2006    | kNot Photogenic                            | Abuse                                      | Fabric                                     | Veronika Koloušková Jana Kománková Pavel Kučera                           |
| 2. června 2006     | Lavagance                                  | Gangnails                                  | Fabric                                     | Daniel Folprecht Honza Vedral Jan Pomuk Štěpánek                          |
| 22. září 2006      | Prago Union                                | Vec                                        | Fabric                                     | Abdul Rahman 52 Marek Pros Honza Vedral                                   |
| 6. října 2006      | Xavier Baumaxa                             | Vrbovské vŕby                              | Fabric                                     | Petr Dorůžka Roman Jireš Veronika Koloušková                              |
| 20. října 2006     | Bratři Orffové                             | Tucan                                      | Fabric                                     | Marek Dvořáček Vojtěch Lindaur Pavel Ovesný, Filip Tomášek                |
| 3. listopadu 2006  | Gulo čar                                   | Phurikane giľa                             | Fabric                                     | Jana Belišová Petr Dorůžka David Gaydečka, Veronika Matúšová Pavel Ovesný |
| 17. listopadu 2006 | MCH Band                                   | Marián Varga                               | Fabric                                     | Roman Jireš Petr Korál Vojtěch Lindaur                                    |
| 1. prosince 2006   | speciál věnovaný 10 letům festivalu Pohoda | speciál věnovaný 10 letům festivalu Pohoda | speciál věnovaný 10 letům festivalu Pohoda | speciál věnovaný 10 letům festivalu Pohoda                                |

### 2007
| datum premiéry     | český zástupce    | slovenský zástupce | místo natáčení | hosté                                     |
| ------------------ | ----------------- | ------------------ | -------------- | ----------------------------------------- |
| 8. června 2007     | Toneless          | Vandali            | Fabric         | Radek Bureš Ondřej Formánek Michal Nanoru |
| 15. června 2007    | Sunflower Caravan | Appendix           | Fabric         | Veronika Koloušková Petr Metelka          |
| 22. června 2007    | Gipsy.cz          | Družina            | Fabric         | Jiří Moravčík Vladimír Potančok           |
| 29. června 2007    | The Prostitutes   | Hudba z Marsu      | Fabric         | Pavel Kučera Petr Metelka                 |
| 12. října 2007     | My Name Is Ann    | Peťo Tázok         | Fabric         | Michal Nanoru Luděk Staněk                |
| 26. října 2007     | Eggnoise          | Pii Jem            | Fabric         | Radek Bureš Jakub König                   |
| 9. listopadu 2007  | Miou Miou         | Dorota Nvotová     | Fabric         | Roman Jireš Pavel Ovesný Tomáš Tenkrát    |
| 23. listopadu 2007 | United Flavour    | Diego              | Fabric         | Ondřej Formánek Luděk Staněk              |
| 7. prosince 2007   | Vlasta Třešňák    | Robo Grigorov      | Fabric         | Vojtěch Lindaur Pavel Malovič             |

### 2008
| datum premiéry     | český zástupce               | slovenský zástupce           | místo natáčení               | hosté                            |
| ------------------ | ---------------------------- | ---------------------------- | ---------------------------- | -------------------------------- |
| 7. března 2008     | sestřih starších dílů pořadu | sestřih starších dílů pořadu | sestřih starších dílů pořadu | sestřih starších dílů pořadu     |
| 4. dubna 2008      | Electrïck Mann               | Rozpor                       | Fabric                       | Honza Vedral Vojtěch Lindaur     |
| 23. května 2008    | The Coolers                  | Sto múch                     | Fabric                       | Jakub Anděl Vojtěch Lindaur      |
| 4. července 2008   | Cartonnage                   | Dano Heriban                 | Fabric                       | Jaroslav Hudec Vojtěch Lindaur   |
| 25. července 2008  | Majklův strýček              | The Swan Bride               | Fabric                       | Tom Komárek Vojtěch Lindaur      |
| 19. září 2008      | Midi Lidi                    | Abusus                       | Fabric                       | Vojtěch Lindaur Honza Vedral     |
| 17. října 2008     | Toxique                      | The Uniques                  | Fabric                       | Vojtěch Lindaur Pavel Kučera     |
| 14. listopadu 2008 | Pražský výběr II             | Chór vážských muzikantov     | Fabric                       | Jana Kománková Jaroslav Riedel   |
| 12. prosince 2008  | Květy                        | Kolowrat                     | Fabric                       | Vojtěch Lindaur Tomáš S. Polívka |

### 2009
| datum premiéry   | český zástupce               | slovenský zástupce           | místo natáčení               | hosté                             |
| ---------------- | ---------------------------- | ---------------------------- | ---------------------------- | --------------------------------- |
| 10. ledna 2009   | sestřih starších dílů pořadu | sestřih starších dílů pořadu | sestřih starších dílů pořadu | sestřih starších dílů pořadu      |
| 14. března 2009  | Michal Hrůza                 | Tomáš Sloboda                | Fabric                       | Vojtěch Lindaur Katarína Šamajová |
| 18. dubna 2009   | Xindl X                      | Ján Boleslav Kladivo         | Fabric                       | Marek Dvořáček Vojtěch Lindaur    |
| 9. května 2009   | Please The Trees             | You Coco                     | Fabric                       | Ondřej Formánek Luděk Staněk      |
| 6. června 2009   | Cirkus Ponorka               | Andrej Šeban                 | Fabric                       | Jaroslav Riedel Vojtěch Lindaur   |
| 4. července 2009 | Už jsme doma                 | Čisté tvary                  | Fabric                       | Jaroslav Riedel Vojtěch Lindaur   |
| 1. srpna 2009    | NiceLand                     | Dope Aviators                | Fabric                       | Pavel Kučera Vojtěch Lindaur      |
| 19. září 2009    | sestřih starších dílů pořadu | sestřih starších dílů pořadu | sestřih starších dílů pořadu | sestřih starších dílů pořadu      |

### 2010
| datum premiéry  | český zástupce               | slovenský zástupce           | místo natáčení               | hosté                           |
| --------------- | ---------------------------- | ---------------------------- | ---------------------------- | ------------------------------- |
| 23. ledna 2010  | OTK                          | Ali ibn Rachid               | Garage                       | Radek Bureš Antonín Kocábek     |
| 20. února 2010  | Visací zámek                 | Slobodná Európa              | Garage                       | Juraj Kušnierik Honza Vedral    |
| 10. dubna 2010  | Sporto                       | Kosa z nosa                  | Garage                       | Pavel Kučera Benjamin Slavík    |
| 29. května 2010 | WWW                          | Pjoni & Ink Midget           | Garage                       | Pavel Kučera Honza Vedral       |
| 26. června 2010 | Radůza                       | Katarína Koščová             | Garage                       | Filip Drábek Jaroslav Riedel    |
| 14. srpna 2010  | sestřih starších dílů pořadu | sestřih starších dílů pořadu | sestřih starších dílů pořadu | sestřih starších dílů pořadu    |
| 11. září 2010   | Kazety                       | Jana Kirschner               | Garage                       | Vojtěch Lindaur Jaroslav Riedel |
| 9. října 2010   | Poslední výstřel             | afterPhurikane               | Garage                       | Jaroslav Riedel Honza Vedral    |
| 30. října 2010  | Aneta Langerová              | Moustache                    | Garage                       | Jaroslav Riedel Honza Vedral    |

### 2011
| datum premiéry     | český zástupce   | slovenský zástupce | místo natáčení | hosté                                                                                          |
| ------------------ | ---------------- | ------------------ | -------------- | ---------------------------------------------------------------------------------------------- |
| 13. ledna 2011     | Václav Koubek    | -                  | Garage         | Vojtěch Lindaur Jaroslav Riedel                                                                |
| 10. února 2011     | -                | Billy Barman       | Garage         | Vojtěch Lindaur Jaroslav Riedel                                                                |
| 14. října 2011     | Nourish My Fame  | -                  | Garage         | Antonín Kocábek Jaroslav Riedel                                                                |
| 21. října 2011     | David Koller     | -                  | Garage         | Antonín Kocábek Jaroslav Riedel                                                                |
| 28. října 2011     | -                | B-Complex          | Fabric         | Pavel Kučera Vojtěch Lindaur                                                                   |
| 4. listopadu 2011  | Charlie Straight | -                  | Fabric         | Pavel Kučera Vojtěch Lindaur                                                                   |
| 12. listopadu 2011 | Mňága a Žďorp    | Bez ladu a skladu  | Garage         | Marek Dohnal Libor Lisý Pavel Kučera Juraj Kušnierik Marcel Nevín Jaroslav Riedel Honza Vedral |